# Grandeyrolles
Grandeyrolles è un comune francese di 53 abitanti situato nel dipartimento del Puy-de-Dôme nella regione dell'Alvernia-Rodano-Alpi.

## Storia

### Simboli
Nello stemma è rappresentata la locale torre di Rognon del XIII secolo.

## Società

### Evoluzione demografica
Abitanti censiti